# Tylas eduardi
Tylas eduardi là một loài chim trong họ Vangidae.